# Hilde Vérène Borsinger
Hilde Vérène Borsinger (Baden, 30 mei 1897 - Luzern, 21 januari 1986) was een Zwitserse feministe en rechter. In 1953 werd ze de eerste vrouwelijke strafrechter van Zwitserland.

## Biografie

### Afkomst en opleiding
Hilde Vérène Borsinger was een dochter van Joseph Anton Alois Borsinger, een hoteleigenaar, en van Hedwig Beck. Ze was een zus van Paul Borsinger.
Borsinger groeide op in een burgerlijk milieu en volgde les in verschillende privéscholen. Ze legde zich al vroeg toe op religeuze kwesties, maar omdat ze als vrouw geen toegang kreeg tot de opleiding theologie studeerde ze rechten aan de Universiteit van Zürich en in München. In 1930 schreef ze een doctoraat over de discriminatie van de vrouw in het canoniek recht, een werk dat niet in goede aarde viel in katholieke middens.

### Feministe
In 1932 richtte ze in Duitstalig Zwitserland een arbeidersvereniging voor jonge katholieke vrouwen op en later ook de Club Hrotsvit, een katholieke vereniging van kunstenaars en intellectuelen. In 1933 werd ze benoemd tot redactrice van het tijdschrift Die katholische Schweizerin van de Schweizerischer Katholischer Frauenbund. Doordat ze opkwam voor de invoering van het vrouwenstemrecht in Zwitserland, kwam ze in 1945 in conflict met de leiding van deze organisatie, waarna ze ontslag nam. Niettemin bleef ze actief voor de Frauenbund, hoewel ze als geëmancipeerde universitair op geen enkele manier overeenkwam met het beeld van de katholieke vrouwen in die tijd. Daarnaast was ze bestuurster van Pro Helvetia en vanaf 1962 ook van de Zwitserse afdeling van de Europese Vrouwenunie.

### Strafrechter
Tijdens de Tweede Wereldoorlog werkte ze voor de Zwitserse informatiedienst. In 1953 was ze de eerste Zwitserse vrouw die tot strafrechter werd verkozen, in Bazel-Stad.

## Werken
- (de)  Rechtsstellung der Frau in der katholischen Kirche, 1930.